# Грант Дінк
Грант Дінк (тур. Hrant Dink, вірм. Հրանտ Դինք) (15 вересня 1954, Малатья — 19 січня 2007, Стамбул) — турецько-вірменський журналіст, колумніст, головний редактор турецько-вірменської газети «Agos», один з лідерів вірменської діаспори в Туреччині. Був убитий турецьким націоналістом.

## Біографія
Народився в Малатьї 15 вересня 1954 року в родині Серкіса Дінка (відомий як Хашим Калфа), уродженця Малатьї, і Гюльварт Дінк з Сіваса. Ім'я його матері складається з двох слів: турецького слова «гюль» і вірменського слова «варт» (обидва цих слова в перекладі означають «троянда»). У нього було два брати. У ранньому дитинстві виховувався у свого діда. У сім років Грант разом з батьками і братами перебрався в Стамбул, де він прожив все життя. У Стамбулі він ріс у «Вірменському Дитбудинку району Гедикпаша», де познайомився зі своєю майбутньою дружиною Ракель, яка згодом народила йому трьох дітей. Подальші десять років він провів у дитбудинку і здобув свою першу і другу освіту в школах вірменської громади у місті.
Після того як вірменський дитячий табір, в якому він ріс, був після 21 року роботи закритий, Дінк вирішив стати голосом своєї громади — він заснував щотижневу газету «Агос» і став її головним редактором. Газета, першою серед газет Туреччини, стала виходити на вірменській і турецькій мові. Незважаючи на невеликий тираж (1800 в перший рік, 6 тисяч у рік вбивства Дінка), газета мала великий вплив. Однією з головних цілей видання був розвиток діалогу між вірменською діаспорою і турецьким суспільством, між Туреччиною і Вірменією. Крім роботи в своїй газеті, Дінк друкувався в щоденних газетах «Заман» і «Біргюн». У 1982–1983 роках професійно виступав за Taksim SK, футбольний клуб вірменської громади Стамбула.

## Вбивство

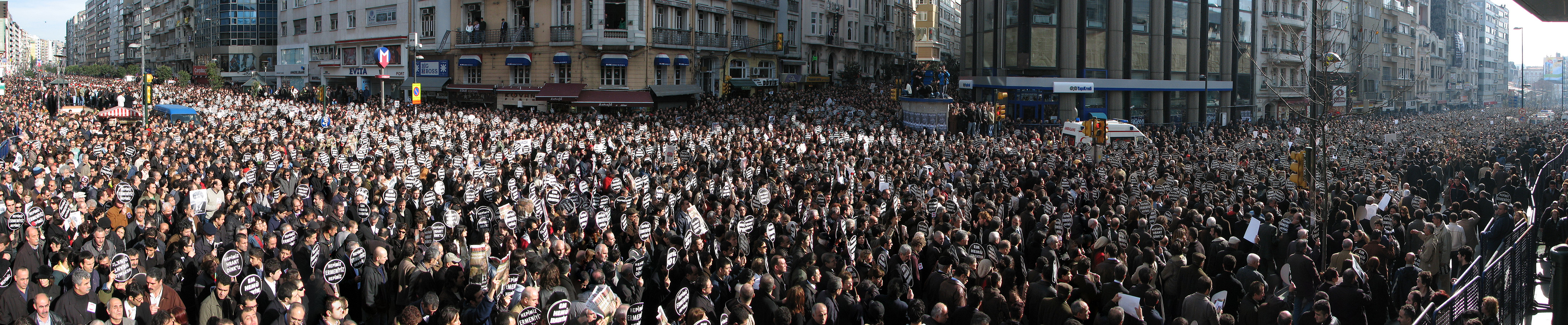
Похорони Гранта Дінка.

Грант Дінк був убитий 19 січня 2007 року перед редакцією своєї газети. Після вбивства в Туреччині відбулися багатотисячні акції протесту під гаслом «Ми всі Гранти Дінки». 20 січня 2007 року турецька влада назвала Огюста Самаста підозрюваним у вбивстві Гранта Дінка. Згідно з повідомленнями преси, батько Огюна, двірник Ахмет Самаст, впізнав сина на поширеному владою кадрі запису відеокамери спостереження і повідомив про це в поліцію. У той же день Самаст був заарештований, при затриманні у нього був знайдений пістолет — ймовірне знаряддя вбивства.
Крім Самаста, поліція затримала ще кілька людей, в тому числі його близького друга Ясіна Хаяля. На першому ж допиті Самаст визнав себе винним у вбивстві. Хаяль же зізнався у підбурюванні: нібито саме він дав Самасту зброю і гроші на поїздку в Стамбул. Як повідомляла преса, вбивство було скоєно з націоналістичних спонукань, але не стало результатом організованої змови.
Суд над підозрюваними у вбивстві Дінка почався в липні 2007 року і тривав з перервами більше чотирьох років. Процес проходив у закритому режимі у зв'язку з тим, що Самаст на момент його початку був неповнолітнім. 22 липня 2011 року Самаст був засуджений до 21 року і шести місяців ув'язнення за вбивство і ще до одного року і чотирьох місяців ув'язнення за незаконне зберігання зброї.
Крім того, при розслідуванні вбивства з'ясувалося, що поліція і жандармерія знали про підготовлюваний теракт, але не вжили заходів для його запобігання. При цьому коли родичі Дінка подали в ЄСПЛ позов проти Туреччини, уряд відправив до суду захисну промову, в якій Дінк порівнювався з нацистами. Ця промова була відкликана, а міністр закордонних справ Туреччини Ахмет Давутоглу заявив, що він її не погоджував.
У вересні 2010 року Європейський суд з прав людини, об'єднавши звинувачення, висунуте проти Дінка в «образі ним турецької нації» і позов від родичів Дінка про порушення його права на життя, визнав владу Туреччини винними в порушенні статей 2, 10 та 13 конвенції, які стосуються права на життя і свободи слова. Суд постановив виплатити родичам Дінка 133 тисячі євро як компенсацію.